# Silene procumbens
Silene procumbens är en nejlikväxtart som beskrevs av Johan Andreas Murray. Silene procumbens ingår i släktet glimmar, och familjen nejlikväxter. Inga underarter finns listade i Catalogue of Life.